# هایاس
هایاس (انگلیسی: HIAS) (سابقاً جامعه امداد مهاجرین عبری) یک سازمان خیریه ایالات متحده آمریکا است که در پاسخ به مهاجرت یهودی از امپراتوری روسیه در اواخر قرن نوزدهم و اوایل قرن بیستم تأسیس شده‌است. این سازمان به یهودیان و دیگر گروه‌هایی که جان و آزادیشان در خطر باشد کمک می‌کند نقل مکان کنند. هایاس از زمان تأسیس خود به نزدیک ۴٫۵ میلیون نفر کمک کرده تغییر مکان بدهند.

## هایاس امروزه
امروزه هایاس به یهودیان تحت آزار در سراسر جهان کمک‌های پناهندگی و امدادی می‌دهد. از آنجا که جمعیت پناهندگان یهودی در سال‌های اخیر کم شده، هایاس منابع خود را معطوف کمک به همه گونه پناهنده و مهاجر کرده‌است.
هایاس در پیوند قوی با سنت یهودی، از جمله تورات که ۳۶ بار بر اهمیت کمک به غریبه‌ها تأکید کرده، خدمات خود را بی‌توجه به مذهب، دین یا قومیت ارائه می‌دهد.
هایاس هم‌اکنون در جاهای زیر فعالیت می‌کند:
- آمریکا. هایاس به پناهندگان از همهٔ نقاط مشکل دار جهان کمک می‌کند سکنی بگزینند.
- اروپا. هایاس در مسکو و کیف به یهودیان از ۴۳ کشور کمک می‌کند.
- خاور میانه. هایاس به یهودیان و دیگر اقلیت‌های دینی از ایران کمک می‌کند به آمریکا بیایند. در اسرائیل به کسانی که به تازگی به کشور یهود مهاجرت کرده‌اند بورسیه می‌دهد و به دولت اسرائیل کمک می‌کند از مهاجرینی که از آفریقا می‌آیند حمایت کنند هایاس در اردن به پناهندگان جنگ داخلی سوریه کمک می‌کند.[۴]
- آفریقا.
- آمریکای لاتین.